# Brattøra
Brattøra er kunstig ø og en bydel i Trondheim i Sør-Trøndelag. Brattøra er adskilt fra fastlandet med et lavvandet område og var fuldstændig under vand i middelalderen da havniveauet var højere dengang. Området er i dag forbundet til fastlandet ved hjælp af landfyldninger, hvilket gør det diskutabelt, om området kan betragtes som en ø.
Bydelen er vinteren 2013-2014 Trondheims største byggeprojekt med en relativt stor byggemasse under opførsel. Nordens største konferencehotel åbnede her i 2012 med 400 værelser. Byggeriet startede i januar 2010. Et stort akvarium er også under planlægning. På Brattørkaia må de fleste ældre bygninger vige for nye og moderne højhusbyggeri. I august 2010 åbnede musikmuseet Rockheim i det gamle mellager. 
Bydelen er fra før af kendt for at huse Norges største indendørs badeland, Pirbadet. Pirsenteret som ligger et stenkast fra Pirbadet huser et stort antal virksomheder. Helt sydøst på Brattøra ligger Rica Nidelven hotel, et af Trondheims største hoteller. Hotellet blev i 2009 udvidet med et nyt konferencecenter og 100 nye værelser, så det i alt har 349. Hotellet ligger lige ved Verfstbrua (populært kaldet Blomsterbrua) som går over til Nedre Elvehavn. 
Ellers består Brattøra i stor grad af godsterminaler og jernbanespor. Trondheim sentralstasjon, byens knudepunkt for bus- og togforbindelser, ligger også her. Vejforbindelsen "Nordre Avlastningsvei" går via Brattøra, der går via Pirbrua og fortsætter ud fra øen vi en tunnel til Skansen. Vejen åbnede i juni 2010.